# Harold Alexander
Harold Alexander (10. december 1891 – 16. juni 1969) var en britisk feltmarskal.
I 1943 var han øverstkommanderende for de allierede styrker i Italien.
I 1944 blev han udnævnt til militærchef for hele middelhavsområdet.
Fra 1946-1952 var han generalguvernør i Canada og i 1952-1954 britisk forsvarsminister.
| Militær | Spire Denne artikel om militær er en spire som bør udbygges. Du er velkommen til at hjælpe Wikipedia ved at udvide den. |

1. ↑  Navnet er anført på engelsk og stammer fra Wikidata hvor navnet endnu ikke findes på dansk.
2. ↑  Navnet er anført på engelsk og stammer fra Wikidata hvor navnet endnu ikke findes på dansk.
3. ↑  Navnet er anført på engelsk og stammer fra Wikidata hvor navnet endnu ikke findes på dansk.
4. ↑  Navnet er anført på engelsk og stammer fra Wikidata hvor navnet endnu ikke findes på dansk.
5. ↑  Navnet er anført på engelsk og stammer fra Wikidata hvor navnet endnu ikke findes på dansk.